# IV Congresso del Partito del Lavoro di Corea
Il IV Congresso del Partito del Lavoro di Corea, chiamato da Kim Il-sung Congresso dei Vincitori, si tenne a Pyongyang, capitale della Corea del Nord, dall'11 al 18 settembre 1961. Il Congresso è l'organo più alto del partito, e solitamente si tiene ogni quattro anni. 1657 delegati votanti e 73 non votanti furono chiamati a rappresentare 1 311 563 iscritti al partito. Il Quarto Comitato Centrale, eletto dal Congresso, rielesse Kim Il-sung come Segretario del Partito del Lavoro di Corea ed alcuni sottosegretari.

## Delegati
1 657 delegati votanti e 73 non votanti furono eletti per rappresentare 1 311 563 iscritti al partito. 32 partiti amici mandarono delle delegazioni al Congresso, tra questi il Partito Comunista dell'Unione Sovietica, guidato da Frol Kozlov, il Partito Comunista Cinese, guidato da Deng Xiaoping, il Partito Socialista Unificato di Germania, guidato da Alfred Krehler, e il Partito Comunista Giapponese, guidato da Kenji Miyamoto.

## Congresso
Kim Il-sung fece un rapporto di sei ore sul lavoro del Terzo Comitato Centrale. Nel suo discorso, Kim Il-sung parlò dei successi economici, del primo piano settennale, della riunificazione coreana, della vittoria del partito sulle correnti frazioniste e della posizione internazionale del Partito del Lavoro di Corea. Molti furono i successi del Terzo Comitato Centrale: la collettivizzazione dell'agricoltura, il completamento della nazionalizzazione delle industrie e la creazione di una classe operaia (il 52% dei nordcoreani era impiegato nell'industria). Kim Il-sung affermò che questi sviluppi erano stati iniziati dal Movimento Chollima, un movimento stacanovista delle campagne di cui facevano parte più di due milioni di lavoratori. Concluse che nella Repubblica Democratica Popolare di Corea non esisteva il plusvalore. Continuò parlando del primo piano settennale, affermando che sarebbe stato una continuazione del primo piano quinquennale, che aveva avuto successo, e che lo Stato avrebbe continuato a dare la priorità all'industria pesante, sviluppando, nel frattempo, l'industria leggera e l'agricoltura. Riguardo alla Repubblica di Corea, Kim Il-sung banalizzò la Rivoluzione d'aprile, che aveva portato all'abbattimento del regime di Syngman Rhee, ritenendo che importasse poco, siccome la Repubblica Popolare Democratica di Corea era più forte e più prospera della Repubblica di Corea. Poi, iniziò a parlare della vittoria del partito sui frazionisti, affermando che il partito era cresciuto rapidamente negli ultimi anni ed aveva bisogno di portare i giovani ai vertici del partito attraverso la Lega della Gioventù Socialista. In seguito, terminò il suo discorso parlando della posizione internazionale del Partito del Lavoro di Corea, dicendo che la Repubblica Popolare Democratica di Corea enfatizzava l'importanza delle buone relazioni tra i Paesi socialisti e che le delegazioni cinese e sovietica sarebbero rimaste neutrali nella disputa sino-sovietica.
Nell'ultimo giorno di congresso furono annunciati i cambiamenti al regolamento del partito. Essi furono approvati senza un grande dibattito. Il numero di capitoli fu ridotto da dieci a nove, mentre il numero di articoli passò da 62 a 70. I cambiamenti non furono molto significativi, ma chiarirono i rapporti tra il Partito del Lavoro di Corea, la Lega della Gioventù Socialista e l'Armata del popolo coreano.
Il consolidamento del potere da parte di Kim Il-sung divenne chiaro a tutti con l'elezione del Quarto Comitato Centrale. Questa volta il numero di membri passò da 71 a 85. Di questi, solo 28 erano stati membri del Terzo Comitato Centrale, mentre 57 non erano mai stati membri del Comitato Centrale. Tutti i partigiani del Terzo Comitato Centrale furono rieletti, tranne il generale Yu Kyong-su, che era morto il 19 novembre 1958. Gli ufficiali del Terzo Comitato Centrale che appartenevano alla fazione sovietico-coreana o alla fazione Yanan non furono rieletti, con l'eccezione di coloro che avevano abbandonato le vecchie fazioni e dichiarato il loro supporto alla fazione partigiana, ad esempio Kim Chang-nam e Nam Il. Dei 57 nuovi membri, 25 appartenevano alla fazione partigiana di Kim Il-sung, mentre circa 21 di essi provenivano dall'Armata del popolo coreano o dalla Lega della Gioventù Socialista. Inoltre, c'erano alcuni che, pur non facendo parte della fazione partigiana, erano imparentati con membri di spicco di tale fazione, ad esempio Kim Yong-ju, fratello di Kim Il-sung, e Yi Hyo-sun, fratello maggiore di Yi Che-sun. I partigiani e coloro che avevano legami di vario tipo coi partigiani costituivano l'80% del Comitato Centrale, e non esistevano altri gruppi organizzati. Dei 50 membri eletti al Comitato Centrale, 49 erano nuovi, mentre Yi Chi-chan fu l'unico ad essere rieletto.

## Primo Plenum del Quarto Comitato Centrale
La Prima Sessione Plenaria del Quarto Comitato Centrale si riunì il 18 settembre 1981 per eleggere gli ufficiali del Quarto Comitato Centrale. Kim Il-sung fu eletto segretario del partito, mentre i sottosegretari erano Choe Yong-kun, Kim Il, Pak Kum-chol, Kim Chang-nam e Yi Hyo-sun. Di questi, solo Kim Chang-nam non era un partigiano. Tutti gli organi del Comitato Centrale avevano uno o due partigiani, mentre mantenevano la carica o di segretario o di vicesegretario. Per esempio, Kim Ik-son era il segretario della Quarta Commissione Centrale d'Ispezione, ma Kim Chang-dok, un partigiano, era il vicesegretario.